# World Curling Tour 2011/2012
Cykl rozgrywek Asham World Curling Tour 2011/2012 rozpoczął się 2 września 2011 w szwajcarskim Baden męskim turniejem Baden Masters. W rywalizacji męskiej odbyły się 42 imprezy a w rozgrywkach kobiet 29. Jednocześnie z cyklem WCT rozegrano Curling Champions Tour. Tradycyjnie zakończenie sezonu miało miejsce podczas Players’ Championships.
Wśród kobiet najlepsza okazała się drużyna Cathy Overton-Clapham, w przypadku mężczyzn z była to ekipa Mike’a McEwena. Trzy męskie zespoły przekroczyły próg zarobionych 100 000 dolarów, w pierwszej dziesiątce kobiet znalazły się cztery drużyny europejskie.

## Mężczyźni
|    | Zawody                                                                      | Zwycięzca            | Finalista       | Liczba drużyn | Pula nagród   | Nagroda zwycięzcy |
| -- | --------------------------------------------------------------------------- | -------------------- | --------------- | ------------- | ------------- | ----------------- |
| 3  | Baden Masters Baden, 2-4 września 2011                                      | Sven Michel          | Tom Brewster    | 20            | 29 000 (CHE)  | 10 500 (CHE)      |
| 5  | The Shoot-Out Edmonton, 15–18 września 2011                                 | Randy Ferbey         | Rob Bucholz     | 24            | 26 000 (CAD)  | 5 000 (CAD)       |
| 5  | AMJ Campbell Shorty Jenkins Classic Brockville, 15–18 września 2011         | John Epping          | Chad Allen      | 24            | 40 700 (CAD)  | 10 000 (CAD)      |
| 5  | Cloverdale Cash Spiel Surrey, 15–18 września 2011                           | Aleksiej Tszelouszow | Brent Pierce    | 16            | 8 050 (CAD)   | 2 500 (CAD)       |
| 6  | Radisson Blu Oslo Cup Oslo, 22–25 września 2011                             | Niklas Edin          | Tom Brewster    | 25            | 160 000 (NOK) | 60 000 (NOK)      |
| 6  | Green Bay Cashspiel Green Bay, 23–25 września 2011                          | Rui Liu              | Mike Farbelow   | 16            | 14 400 (USD)  | 2 800 (USD)       |
| 6  | Point Optical Curling Classic Saskatoon, 23–26 września 2011                | Mike McEwen          | Kevin Martin    | 32            | 60 000 (CAD)  | 15 000 (CAD)      |
| 7  | Swiss Cup Basel Bazylea, 30 września–2 października 2011                    | Brad Gushue          | Peter de Cruz   | 32            | 40 000 (CHF)  | 13 000 (CHF)      |
| 7  | Horizon Laser Vision Center Classic Regina, 30 września-3 października 2011 | Scott Bitz           | Mark Herbert    | 24            | 16 000 (CAD)  | 5 000 (CAD)       |
| 7  | Twin Anchors Invitational Vernon, 30 września-3 października 2011           | Robert Schlender     | Brent Pierce    | 24            | 37 000 (CAD)  | 8 000 (CAD)       |
| 8  | Manitoba Lotteries Men’s Curling Classic Brandon, 7–10 października 2011    | Rui Liu              | Rob Fowler      | 24            | 40 000 (CAD)  | 12 000 (CAD)      |
| 8  | StuSells Toronto Tankard Toronto, 7–10 października 2011                    | Chris Gardner        | Rob Rumfeldt    | 24            | 28 500 (CAD)  | 9 000 (CAD)       |
| 8  | Westcoast Curling Classic New Westminster, 7–10 października 2011           | Kevin Martin         | Mike McEwen     | 32            | 80 000 (CAD)  | 17 000 (CAD)      |
| 9  | St. Paul Cash Spiel Saint Paul, 13–16 października 2011                     | Tyler George         | Jeff Currie     | 24            | 13 500 (USD)  | 4 000 (USD)       |
| 9  | Meyers Norris Penny Charity Classic Medicine Hat, 14 – 17 października 2011 | Jamie King           | Brock Virtue    | 32            | 37 000 (CAD)  | 10 000 (CAD)      |
| 10 | Challenge Casino Lac Leamy Gatineau, 20–23 października 2011                | Jean-Michel Ménard   | Brad Jacobs     | 24            | 36 500 (CAD)  | 9 000 (CAD)       |
| 10 | Kamloops Crown of Curling Kamloops, 21–24 października 2011                 | Andrew Bilesky       | Grant Olsen     | 24            | 34 000 (CAD)  | 8 000 (CAD)       |
| 10 | Canad Inns Prairie Classic Portage la Prairie, 21–24 października 2011      | Mike McEwen          | Kevin Koe       | 32            | 58 000 (CAD)  | 18 000 (CAD)      |
| 10 | Curling Masters Champéry Champéry, 21–24 października 2011                  | Peter de Cruz        | Tom Brewster    | 30            | 40 000 (CHF)  | 14 829 (CAD)      |
| 11 | Cactus Pheasant Classic Brooks, 27-30 października 2011                     | Mike McEwen          | Randy Ferbey    | 24            | 70 000 (CAD)  | 22 000 (CAD)      |
| 12 | GP Car & Home World Cup of Curling Sault Ste. Marie, 2-6 listopada 2011     | Glenn Howard         | John Epping     | 18            | 100 000 (CAD) | 24 000 (CAD)      |
| 12 | Red Deer Curling Classic Red Deer, 4-7 listopada 2011                       | Jamie King           | Jamie Koe       | 24            | 33 000 (CAD)  | 9 000 (CAD)       |
| 13 | World Financial Group Classic Calgary, 11–13 listopada 2011                 | Brock Virtue         | Tom Appelman    | 24            | 23 000 (CAD)  | 5 000 (CAD)       |
| 13 | Vancouver Island Shootout Victoria, 11–13 listopada 2011                    | Bryan Miki           | Jamie King      | 16            | 10 300 (USD)  | 3 300 (USD)       |
| 13 | Whites Drug Store Classic Swan River, 11–14 listopada 2011                  | Reid Carruthers      | Colton Flasch   | 24            | 44 000 (USD)  | 10 000 (USD)      |
| 14 | Interlake Pharmacy Classic Stonewall, 18–21 listopada 2011                  | William Lyburn       | Chris Galbraith | 18            | 21 000 (CAD)  | 7 500 (CAD)       |
| 14 | Sun Life Classic Brantford, 18–21 listopada 2011                            | Niklas Edin          | Sven Michel     | 32            | 50 000 (CAD)  | 12 000 (CAD)      |
| 14 | Wainwright Roaming Buffalo Classic Wainwright, 18–21 listopada 2011         | Brent Pierce         | Wade White      | 28            | 50 000 (CAD)  | 12 000 (CAD)      |
| 15 | Challenge Casino de Charlevoix Clermont, 24–27 listopada 2011               | Brett Gallant        | Brad Gushue     | 18            | 37 000 (CAD)  | 12 000 (CAD)      |
| 15 | DEKALB Superspiel Morris, 24–27 listopada 2011                              | Braeden Moskowy      | William Lyburn  | 16            | 30 000 (CAD)  | 10 000 (CAD)      |
| 15 | Edinburgh International Edynburg, 25–27 listopada 2011                      | Tom Brewster         | Sandy Reid      | 24            | 10 000 (GBP)  | 4 000 (GBP)       |
| 15 | Seattle Cash Spiel Seattle, 25–27 listopada 2011                            | Jay Wakefield        | Jody Epp        | 16            | 10 000 (USD)  | 4 000 (USD)       |
| 16 | Laphroaig Scotch Open Madison, 2-4 grudnia 2011                             | Pete Fenson          | David Brown     | 16            | 16 000 (USD)  | 3 050 (CAD)       |
| 16 | Dauphin Clinic Pharmacy Classic Dauphin, 2-5 grudnia 2011                   | Brent Gedak          | Chris Galbraith | 32            | 30 000 (CAD)  | 8 000 (CAD)       |
| 18 | Canadian Open Kingston, 14–18 grudnia 2011                                  | Mike McEwen          | Jeff Stoughton  | 18            | 100 000 (CAD) | 24 000 (CAD)      |
| 18 | Curl Mesabi Cash Spiel Eveleth, 16–18 grudnia 2011                          | Craig Brown          | Todd Birr       | 24            | 17 200 (USD)  | 5 204 (USD)       |
| 21 | Ramada Perth Masters Perth, 5-8 stycznia 2012                               | Mike McEwen          | Thomas Ulsrud   | 32            | 15 000 (GBP)  | 5 000 (GBP)       |
| 24 | The National Dawson Creek, 25–29 stycznia 2012                              | Glenn Howard         | Kevin Martin    | 18            | 100 000 (CAD) | 25 000 (CAD)      |
| 24 | German Masters Hamburg, 27–29 stycznia 2012                                 | Tyler George         | Wolfgang Burba  | 16            | 15 000 (EUR)  | (EUR)             |
| 24 | Pharmasave Gimli Classic odwołany Gimli, 27–29 stycznia 2012                |                      |                 | 24            | 14 000 (CAD)  | 5 200 (CAD)       |
| 30 | Pomeroy Inn & Suites Prairie Showdown Grande Prairie, 8–11 marca 2012       | Kevin Martin         | Liu Rui         | 16            | 50 000 (CAD)  | 15 000 (CAD)      |
| 33 | Victoria Curling Classic Invitational Victoria, 29 marca–1 kwietnia 2012    | Kevin Martin         | Mike McEwen     | 16            | 72 000 (CAD)  | 22 000 (CAD)      |
| 36 | Sun Life Financial Players’ Championship Summerside, 17–22 kwietnia 2012    | John Epping          | Glenn Howard    | 8             | 100 000 (CAD) | 25 000 (CAD)      |

## Kobiety
|    | Zawody                                                                       | Zwycięzca              | Finalista              | Liczba drużyn | Pula nagród   | Nagroda zwycięzcy |
| -- | ---------------------------------------------------------------------------- | ---------------------- | ---------------------- | ------------- | ------------- | ----------------- |
| 3  | The Shoot-Out Edmonton, 15–18 września 2011                                  | Stefanie Lawton        | Cheryl Bernard         | 24            | 20 000 (CAD)  | 4 500 (CAD)       |
| 3  | AMJ Campbell Shorty Jenkins Classic Brockville, 15–18 września 2011          | Sherry Middaugh        | Rachel Homan           | 12            | 16 400 (CAD)  | 6 000 (CAD)       |
| 3  | Cloverdale Cash Spiel Surrey, 15–18 września 2011                            | Kelley Law             | Ludmiła Priwiwkowa     | 16            | 8 050 (CAD)   | 2 600 (CAD)       |
| 4  | Radisson Blu Oslo Cup Oslo, 22–25 września 2011                              | Jennifer Jones         | Margaretha Sigfridsson | 20            | 100 000 (NOK) | 40 000 (NOK)      |
| 4  | Schmirler Curling Classic Regina, 23–26 września 2011                        | Ludmiła Priwiwkowa     | Jolene Campbell        | 30            | 47 000 (CAD)  | 12 000 (CAD)      |
| 5  | Twin Anchors Invitational Vernon, 29 września–2 października 2011            | Shannon Kleibrink      | Lisa Eyamie            | 24            | 35 000 (CAD)  | 7 500 (CAD)       |
| 6  | Credit Suisse Women’s Masters Basel Bazylea, 7-9 października 2011           | Margaretha Sigfridsson | Mirjam Ott             | 24            | 32 000 (CHF)  | 10 000 (CHF)      |
| 6  | Curlers Corner Autumn Gold Curling Classic Calgary, 7–10 października 2011   | Cathy Overton-Clapham  | Shannon Kleibrink      | 32            | 52 000 (CAD)  | 14 000 (CAD)      |
| 7  | Meyers Norris Penny Charity Classic Medicine Hat, 14–17 października 2011    | Eve Muirhead           | Crystal Webster        | 32            | (CAD)         | 8 000 (CAD)       |
| 8  | Challenge Casino Lac Leamy Gatineau, 21–23 października 2011                 | Jenn Hanna             | Marie-France Larouche  | 12            | 11 000 (CAD)  | 3 500 (CAD)       |
| 8  | Kamloops Crown of Curling Kamloops, 21–24 października 2011                  | Michele Jaeggi         | Olga Żyablikowa        | 24            | 34 000 (CAD)  | 8 000 (CAD)       |
| 8  | Manitoba Lotteries Women’s Curling Classic Winnipeg, 21–24 października 2011 | Renée Sonnenberg       | Heather Nedohin        | 32            | 60 000 (CAD)  | 15 000 (CAD)      |
| 9  | Colonial Square Ladies Classic Saskatoon, 28-31 października 2011            | Crystal Webster        | Valerie Sweeting       | 32            | 35 000 (CAD)  | 10 000 (CAD)      |
| 10 | Royal LePage OVCA Women’s Fall Classic Kemptville, 3-6 listopada 2011        | Sherry Middaugh        | Jenn Hanna             | 24            | 15 000 (CAD)  | 5 000 (CAD)       |
| 10 | Stockholm Ladies Cup Danderyd, 3-6 listopada 2011                            | Ludmiła Priwiwkowa     | Anna Hasselborg        | 16            | 80 000 (SEK)  | 25 000 (SEK)      |
| 10 | Red Deer Curling Classic Red Deer, 4-7 listopada 2011                        | Silvana Tirinzoni      | Kelley Law             | 32            | 36 000 (CAD)  | 9 500 (CAD)       |
| 11 | Vancouver Island Shootout Victoria, 11–13 listopada 2011                     | Roselyn Craig          | Ayumi Ogasawara        | 12            | 10 000 (CAD)  | 3 000 (CAD)       |
| 12 | Interlake Pharmacy Classic Stonewall, 18–21 listopada 2011                   | Barb Spencer           | Joelle Brown           | 16            | 11 250 (CAD)  | 5 000 (CAD)       |
| 12 | Sun Life Classic Brantford, 18–21 listopada 2011                             | Sherry Middaugh        | Erika Brown            | 32            | 50 000 (CAD)  | 12 000 (CAD)      |
| 13 | DEKALB Superspiel Morris, 24–27 listopada 2011                               | Barb Spencer           | Lisa DeRiviere         | 16            | 24 000 (CAD)  | 8 000 (CAD)       |
| 13 | International ZO Womens Tournament Wetzikorn, 25–27 listopada 2011           | Andrea Schöpp          | Mirjam Ott             | 24            | 16 000 (CHF)  | 6 000 (CHF)       |
| 13 | Boundary Ford Curling Classic Lloydminster, 25–28 listopada 2011             | Jessie Kaufman         | Dana Ferguson          | 32            | 32 000 (CAD)  | 8 000 (CAD)       |
| 14 | Laphroaig Scotch Open Madison, 2-4 grudnia 2011                              | Erika Brown            | Patti Lank             | 12            | 8 500 (USD)   | 2 034 (CAD)       |
| 16 | Curl Mesabi Cash Spiel Eveleth, 16–18 grudnia 2011                           | Cassandra Potter       | Allison Pottinger      | 8             | 10 000 (USD)  | (USD)             |
| 20 | International Bernese Ladies Cup Berno, 13–15 stycznia 2012                  | Michele Jaeggi         | Jennifer Jones         | 32            | 20 000 (CHF)  | (CHF)             |
| 21 | Glynhill Ladies International Glasgow, 20–22 stycznia 2012                   | Mirjam Ott             | Michele Jaeggi         | 24            | 8 000 (GBP)   | 2 500 (GBP)       |
| 30 | Pomeroy Inn & Suites Prairie Showdown Grande Prairie, 8–11 marca 2012        | Shannon Kleibrink      | Renée Sonnenberg       | 16            | 50 000 (CAD)  | 15 000 (CAD)      |
| 33 | Victoria Curling Classic Invitational Victoria, 29 marca–1 kwietnia 2012     | Chelsea Carey          | Shannon Kleibrink      | 8             | 18 000 (CAD)  | 8 000 (CAD)       |
| 36 | Sun Life Financial Players’ Championship Summerside, 17–22 kwietnia 2012     | Stefanie Lawton        | Cathy Overton-Clapham  | 8             | 100 000 (CAD) | 25 000 (CAD)      |

## Rankingi
Po tygodniu 36.:
| #  | Drużyna        | CAD$    |
| -- | -------------- | ------- |
| 1  | Mike McEwen    | 149 969 |
| 2  | Kevin Martin   | 105 000 |
| 3  | Glenn Howard   | 100 750 |
| 4  | John Epping    | 65 500  |
| 5  | Kevin Koe      | 61 250  |
| 6  | Niklas Edin    | 56 993  |
| 7  | Brad Gushue    | 54 554  |
| 8  | Jeff Stoughton | 50 008  |
| 9  | Randy Ferbey   | 41 000  |
| 10 | Tom Brewster   | 38 356  |

| #  | Drużyna               | CAD$   |
| -- | --------------------- | ------ |
| 1  | Cathy Overton-Clapham | 52 422 |
| 2  | Sherry Middaugh       | 49 000 |
| 3  | Jennifer Jones        | 44 858 |
| 4  | Stefanie Lawton       | 43 200 |
| 5  | Michele Jaeggi        | 25 492 |
| 6  | Ludmiła Priwiwkowa    | 24 953 |
| 7  | Silvana Tirinzoni     | 23 974 |
| 8  | Renée Sonnenberg      | 23 500 |
| 9  | Crystal Webster       | 23 150 |
| 10 | Mirjam Ott            | 22 982 |